# Lido Bettarini
Lido Bettarini (Sesto Fiorentino, 2 febbraio 1927 – Vallauris, 9 maggio 2019) è stato un pittore italiano.

## Biografia
Lido Bettarini è nato a Firenze nel 1927 figlio del ceramista Gino.
Nato da una famiglia modesta è costretto a lavorare in tenera età come ceramista decoratore e frequentare l'atelier del pittore Gino Pozzi. Nel 1958 prosegue gli studi d'arte presso l'Accademia di belle arti di Firenze sotto la guida di Giorgio Settala e Ottone Rosai nel 1960 ottiene il diploma. 
Nel 1959 le Officine Galileo di Firenze gli permettono di realizzare nei propri spazi la sua prima personale. 
Iolanda Pelagatti dedica una sua critica all'artista nel Annuario degli artisti della Toscana.
Nel 1960 presso le Officine Galileo organizza una mostra collettiva con gli artisti Ottone Rosai, Silvio Loffredo, Renzo Grazzini, e Bruno Rosai. Dopo un periodo di crisi economica e personale nel 1964 ha successo nella mostra presso la galleria Martelli, nella quale l'amico Paolo Lazzeri realizza il suo primo catalogo artistico, e nella sua esposizione presso la galleria "Il Traguardo" di Forte dei Marmi.
Nel 1965 la marchesa Ines Mauri gli organizza la mostra personale presso la galleria Il Cammino di Roma. Il Messaggero e La Notte si occuperanno di questa esposizione. 
Nel 1986 viene incaricato dal Vaticano di realizzare il ritratto di Giovanni Paolo II.
Hanno scritto della sua arte Paolo Carloni, Paolo Fortini, Oscar Gallo, Gabriella Gentilini, Piero Girace, Raffaello Leccisi, Venerando Maccarone, Tommaso Paloscia, Orfeo Tamburi, Orfeo Vicetti, Dino Villani.